# Hannu Mäkelä
Hannu Eljas Mäkelä, född 18 augusti 1943 i Helsingfors, är en finländsk författare och förlagsman.
Mäkelä avlade folkskollärarexamen 1964. Han var från 1967 anställd vid förlaget Otava och var chef för förlagets avdelning för inhemsk skönlitteratur 1970–1983 samt förlagets biträdande direktör 1983–1986. Sedan 1987 är han verksam som fri författare med en rikt varierad produktion.
Mäkelä har profilerat sig både som lyriker, prosaist och barnboksförfattare. I hans barninriktade produktion märks böckerna om den finurlige Herr Hu, en svit som inleddes med Herra Huu (1973) och senare översatts till svenska och flera andra språk. Berättelserna har även dramatiserats. Höjdpunkten bland hans romaner är Mestari (1995), som i fiktiv form porträtterar diktaren Eino Leino. Bland prosaverken märks även Veitsikko (1988) och Myrskyn jälkeen aamu (2000). I raden av diktsamlingar kan nämnas Sano minulle nimesi (1969) och Kylmä aika (1988). Että on ikuisa valo är ett omfattande urval med dikter 1966–1999.
Mäkelä har belönats med en rad litterära priser, bland annat Finlandiapriset 1995. År 2016 erhöll han titeln konstens akademiker.